# Алгона (Ајова)
Алгона (енгл. Algona) град је у америчкој савезној држави Ајова. По попису становништва из 2010. у њему је живело 5.560 становника.

## Демографија
Према попису становништва из 2010. у граду је живело 5.560 становника, што је -181 (-3.2%) становника више него 2000. године.
| Група             | 2000.         | 2010.         |
| Белци             | 5.618 (97,9%) | 5.362 (96,4%) |
| Афроамериканци    | 5 (0,1%)      | 30 (0,5%)     |
| Азијати           | 46 (0,8%)     | 41 (0,7%)     |
| Хиспаноамериканци | 41 (0,7%)     | 78 (1,4%)     |
| Укупно            | 5.741         | 5.560         |